# Barycnemis dissimilis
Barycnemis dissimilis là một loài tò vò trong họ Ichneumonidae.